# Lillsjön (Annerstads socken, Småland)
Lillsjön är en sjö i Ljungby kommun i Småland och ingår i Lagans huvudavrinningsområde. Sjön har en area på 0,256 kvadratkilometer och ligger 142 meter över havet.

## Delavrinningsområde
Lillsjön ingår i det delavrinningsområde (631393-137256) som SMHI kallar för Utloppet av Bolmen. Medelhöjden är 149 meter över havet och ytan är 422,93 kvadratkilometer. Räknas de 82 avrinningsområdena uppströms in blir den ackumulerade arean 1 640,53 kvadratkilometer. Bolmån (Ulvhultsån) som avvattnar avrinningsområdet har biflödesordning 2, vilket innebär att vattnet flödar genom totalt 2 vattendrag innan det når havet efter 105 kilometer. Avrinningsområdet består mestadels av skog (41 procent). Avrinningsområdet har 173,56 kvadratkilometer vattenytor vilket ger det en sjöprocent på 41 procent.